# Forestburg (Dakota Południowa)
Forestburg – jednostka osadnicza w Stanach Zjednoczonych, w stanie Dakota Południowa, w hrabstwie Sanborn.